# 2009, Year of Us
2009, Year of Us es el tercer extended play de la boy band surcoreana Shinee. Fue lanzado digitalmente el 19 de octubre de 2009 en Corea del Sur, con un lanzamiento físico el 22 de octubre. Los temas "Ring Ding Dong" y "Jo Jo" se utilizaron como singles promocionales. El EP se situó en el cuarto puesto de la Bugs chart en la semana del 15 al 21 de octubre de 2009.
Se lanzó en Japón el 20 de enero de 2010, con una portada alternativa, un DVD extra, el video musical y el teaser de "Ring Ding Dong". Alcanzó, en el país nipón, el puesto cuarenta en la Oricon chart, manteniéndose durante tres semanas en la lista.
Incluye la primera canción en solitario de Onew, uno de los miembros de la banda, titulada "Naega Saranghaetdeon Ireum" ("The Name I Loved"). La cantante Luna de la banda f(x) también colabora en el tema "Get Down".

## Lista de canciones
Créditos adaptados de Melon.
| N.º | Título                                                          | Letras                                                        | Música                                         | Duración |  |
| 1.  | «Y.O.U» (Year of Us)                                            | Kim Young-hoo                                                 | Alex Cantrall/Don "Traxx Trigga" Sellers Jr.   | 3:49     |  |
| 2.  | «Ring Ding Dong»                                                | Yoo Young-Jin                                                 | Yoo Young-Jin                                  | 3:52     |  |
| 3.  | «Jo Jo»                                                         | Kenzie                                                        | Kenzie                                         | 3:38     |  |
| 4.  | «Get Down» (Key + Minho (feat. Luna de f(x)))                   | Minho Key JQ Big Tone Ryan Jhun Script Shepherd Antwann Frost | Solomon Cortes, Script Shepherd, Charley Paige | 3:03     |  |
| 5.  | «Shinee Girl»                                                   | Park Joon-ha                                                  | Park Joon-ha                                   | 3:16     |  |
| 6.  | «내가 사랑했던 이름» (The Name I Loved Onew feat. Kim Yeon-woo) | Lee Sung-soo                                                  | Lee Sung-soo                                   | 4:36     |  |

## Historial de lanzamiento
| País          | Fecha                  |
| ------------- | ---------------------- |
| Corea del Sur | 14 de octubre de 2009  |
| Japón         | 5 de diciembre de 2009 |